# Denticularia
Denticularia — рід грибів. Назва вперше опублікована 1972 року.

## Класифікація
До роду Denticularia відносять 7 видів:
- Denticularia fici
- Denticularia hachijoensis
- Denticularia limoniformis
- Denticularia mangiferae
- Denticularia modesta
- Denticularia terminaliae
- Denticularia tertia